# Pierce Waring
Pierce Waring (født 18. november 1998) er en australsk fodboldspiller, som spiller for den japanske fodboldklub Cerezo Osaka.